# بيت رئيس جامعة هارفارد
بيت الرئيس أو بيت رئيس جامعة هارفارد Harvard President's House هو منزل تاريخي يقع في 17 شارع كوينسي، في حرم جامعة هارفارد في مدينة كامبريدج، ماساتشوستس. تم بناؤه ودفع تكاليفه من قبل عائلة لوييل، وكان بمثابة سكن لرؤساء جامعة هارفارد حتى عام 1971، عندما نقل ديريك بوك (1971-1991) عائلته إلى إلموود، وهو عقار آخر مملوك لعائلة لوييل. عام 1995 تمت إعادة تسمية المبنى، وهو معروف حاليًا باسم لويب هاوس. 

## تاريخه
تم التبرع بمبنى بيت الرئيس لجامعة هارفارد من قبل رئيس الجامعة آنذاك أ. لورانس لوييل. تم تصميمه من قبل ابن عم لوييل جاي لوييل وتم الانتهاء منه عام 1912. في أثناء الحرب العالمية الثانية سَمحَ الرئيس جيمس براينت كونانت وعائلته للبحرية الأمريكية باستخدام المبنى لبرنامج تدريب الكلية البحرية V-12. عام 1971 اختار رئيس جامعة هارفارد ديريك بوك العيش في إلموود، قبالة شارع براتل، والذي كان يضم في السابق عمداء كلية الآداب والعلوم.  عام 1995 تمت إعادة تسمية المبنى لتكريم المحسنين الدائمين، جون لانجليوث لوب الأب وفرانسيس ليمان لوب من قبل الرئيس نيل رودينستاين. هناك سجلات تاريخية تشير إلى أن الجامعة كانت ترغب في تسمية المبنى على اسم المتبرع الفعلي ولكن عارض ذلك أ. لورانس لوييل نفسه. عندما تم تغيير اسم المبنى، تقدم عدد من الطلاب والخريجين بشكوى ناجحة بشأن عدم وجود اعتراف معاصر هناك وتم إضافة لوحة ولوحة تذكارية تكريما للمانح الفعلي.

## الاستخدام الحالي
منذ رحيل عائلة بوكس، أصبح المبنى يضم مكاتب مجلس إدارة الجامعة، وكثيراً ما يستخدمه المجلسان، المشرفون والشركة، لعقد اجتماعات رسمية. يتم استخدام الطابق الأول من المنزل لمجموعة متنوعة من المناسبات الخاصة التي تتراوح من حفلات العشاء إلى حفلات الاستقبال الكبيرة، وهو متاح للإيجار.

## الصور

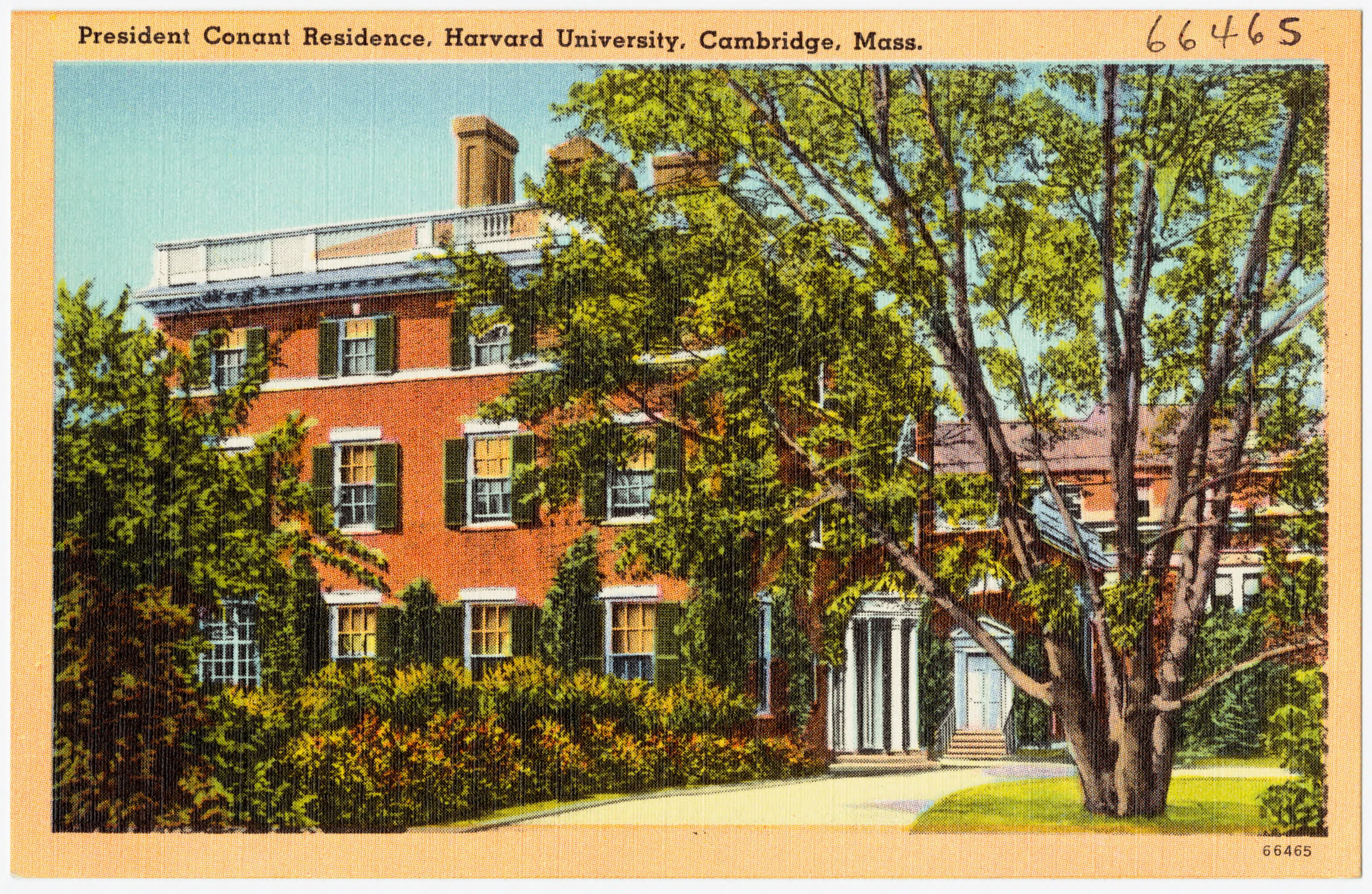
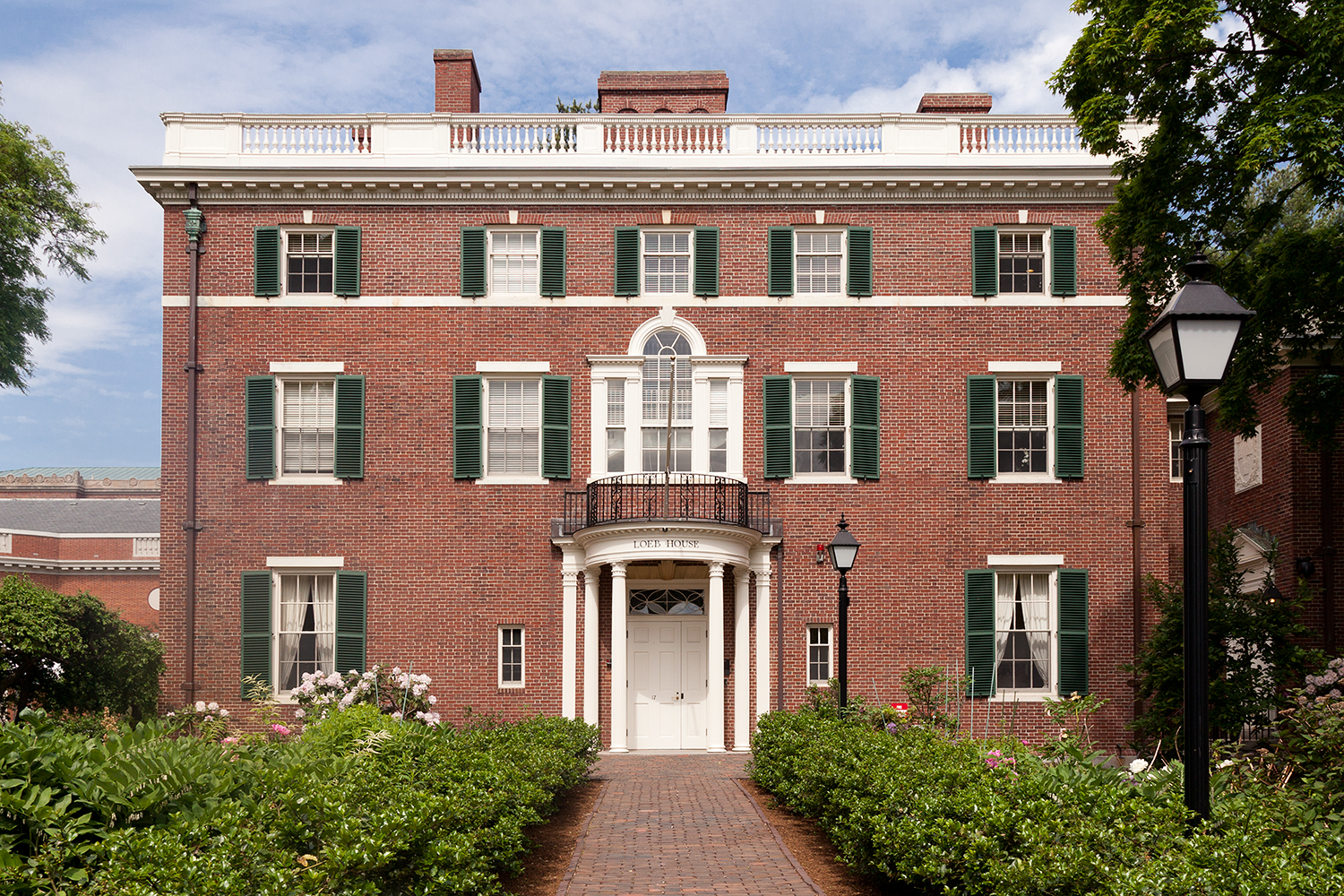
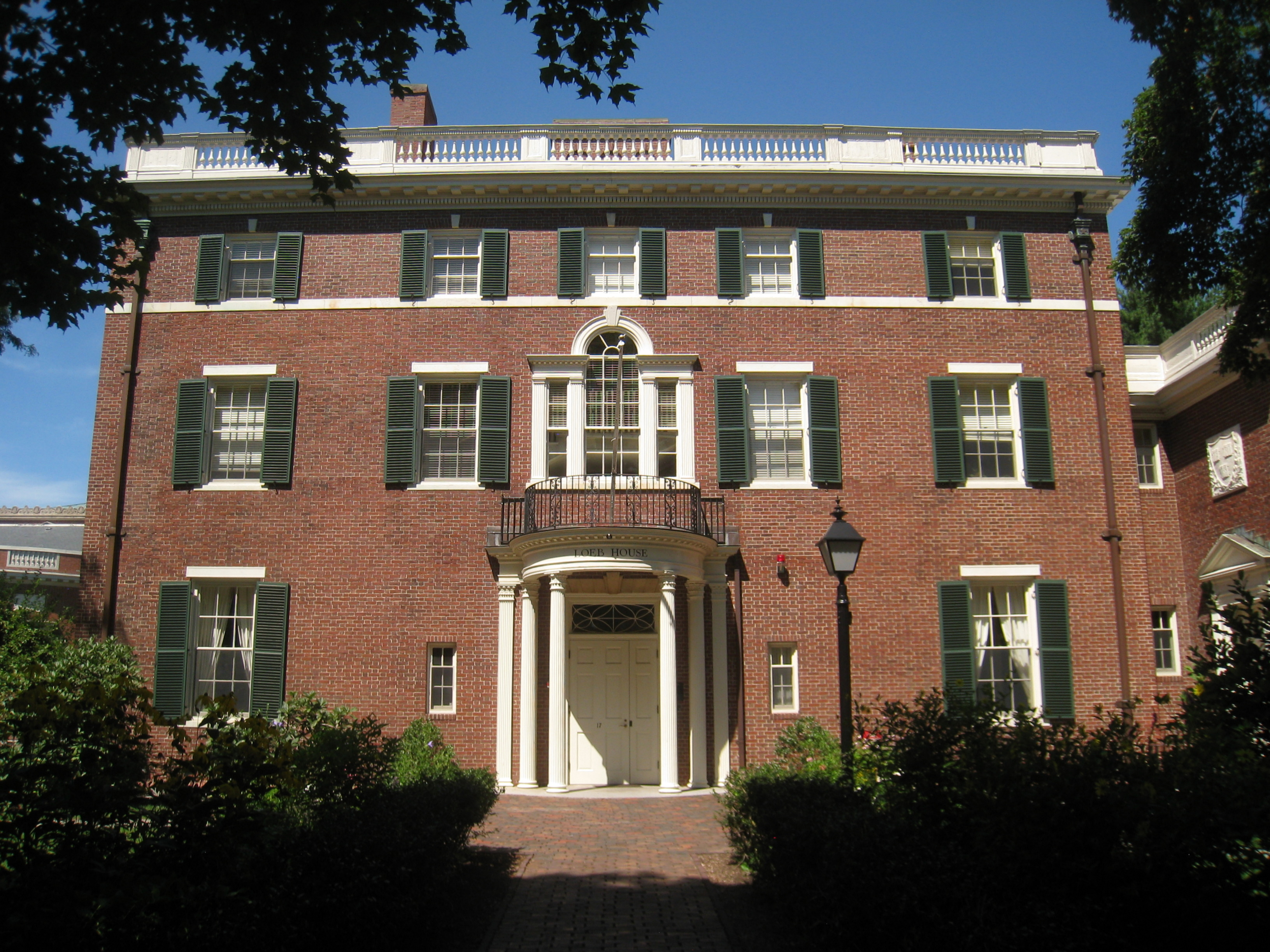
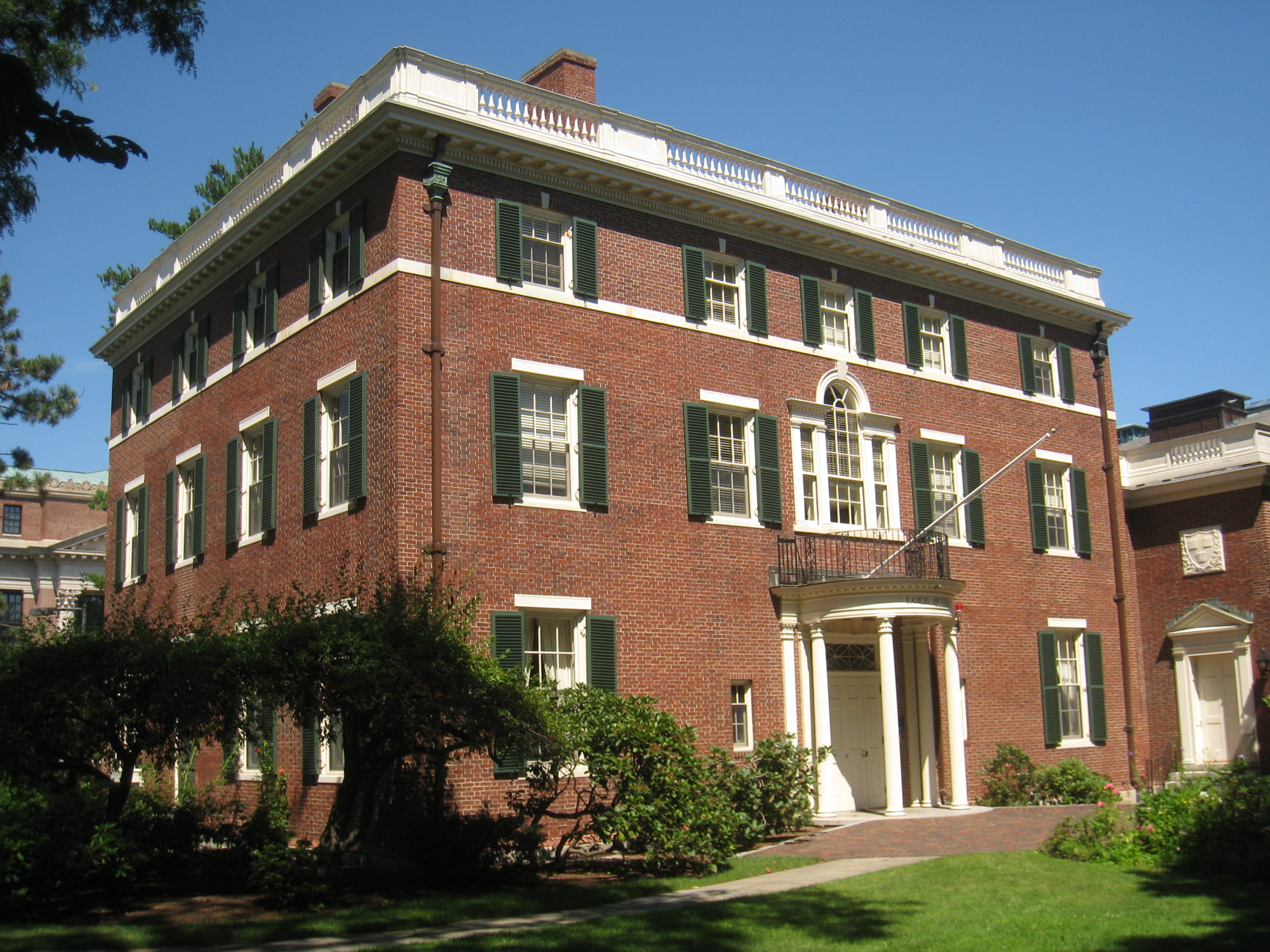